# Козьмін (Поморське воєводство)
Козьмін (пол. Koźmin, нім. Koschmin) — село в Польщі, у гміні Скаршеви Староґардського повіту Поморського воєводства.
Населення — 503 особи (2011).
У 1975-1998 роках село належало до Гданського воєводства.

## Демографія
Демографічна структура станом на 31 березня 2011 року:
|          | Загалом | Допрацездатний вік | Працездатний вік | Постпрацездатний вік |
| -------- | ------- | ------------------ | ---------------- | -------------------- |
| Чоловіки | 255     | 59                 | 171              | 25                   |
| Жінки    | 248     | 56                 | 148              | 44                   |
| Разом    | 503     | 115                | 319              | 69                   |